# Louise Dambach
Louise Dambach, née le 25 février 1996 à Strasbourg, est une joueuse française de basket-ball. Elle joue principalement au poste d'ailière.

## Biographie
Elle commence le basket à l’âge de 6 ans à Osthouse, avant de rejoindre la SIG à l'âge de 12 ans. Elle débute en Ligue 2 à l'âge de 15 ans.
En janvier 2014, elle inscrit 14 points, 7 rebonds, 4 interceptions avec 22 d’évaluation contre Limoges. « On a fait le choix de lui donner de plus en plus de responsabilités et elle a su les assumer. Elle a un gros volume de jeu et elle apporte de la vitesse à l’équipe. Il faut maintenant qu’elle gagne en constance. L’idée, c’est qu’elle devienne un vrai leader d’équipe. Mais elle a encore le temps » estime son coach Philippe Breitenbucher. Solide en défense, Louise Dambach a un jeu d'attaque « agressif et basé sur l’instinct », 
« C’est parfois dur de se motiver, mais il faut arriver à optimiser son temps. Dès que j’ai des heures creuses, je bosse au lycée et dans le bus ou le train pendant les déplacements avec la SIG. En équipe de France, je n’ai pas eu de vacances cet été et, avec la fatigue, je n’étais pas toujours au top au début du championnat » confie Louise Dambach. Son bac S en poche, elle a fait sa rentrée en première année de STAPS et a pris un appartement à Illkirch avec sa sœur jumelle, Cécile, elle aussi joueuse à la SIG. Pour son coach, « elle doit améliorer sa qualité de shoot et développer sa lecture du jeu. Ne pas toujours foncer tête baissée. La clé, c’est la stabilité émotionnelle (...) elle doit apprendre à ne pas se frustrer quand ce qu’elle tente ne marche pas. » Elle inscrit 21 points, 4 rebonds, 3 interceptions pour 23 d’évaluation face au Cavigal Nice Basket 06Cavigal Nice.
Face au Centre fédéral de basket-ball (féminin)Centre fédéral, elle provoque 11 fautes et inscrit 30 points en février 2015.
La saison 2017-2018 est difficile pour Strasbourg, qui est relégué en nationale 1, mais Louise Dambach reste fidèle au club alsacien. Le club ne passe qu'une seule saison en Nationale 1 et accroche la remontée immédiate en Ligue 2. En 2020-2021, ses statistiques sont de 13,3 points à 39,5% de réussite aux tirs (48% à 2-points, 31% à 3-points), 2,6 rebonds et 3,8 passes décisives pour une évaluation moyenne de 12,2, Dambach étant la première joueuse aux fautes provoquées, la deuxième meilleure marqueuse et rebondeuse et la troisième meilleure évaluation de son équipe.

## Équipe nationale
Elle inscrit 8,0 points, 3,3 rebonds, 0,6 passe décisive lors du championnat d'Europe U16 de 2012
Elle inscrit 5,3 points, 2,7 rebonds, 1,0 passe décisive lors du championnat d'Europe U18 de 2013, où la France remporte l'argent
Durant l'été 2014, la France termine vice-championne d'Europe U18, la Russie décrochant l'or. Louise Dambach est élue dans le meilleur cinq de la compétition aux côtés d'Angela Salvadores (Espagne), de Aleksandra Crvendakic (Serbie), de la MVP Daria Kolosovskaia (Russie) et de Tatiana Sema (Russie)  avec des statistiques de 11,1 points, 4,6 rebonds et 1,3 passe décisive.
Au Mondial U19 après une défaite d'entrée face aux Belges, la France se reprend contre le Canada avec une Louise Dambach très en vue. En huitièmes de finale, elle inscrit 27 points (8/11 aux tirs et 10/11 aux lancers-francs), 5 rebonds, 8 passes décisives, 2 interceptions et 2 contres pour une évaluation de 37 et contribuer grandement à la victoire après prolongation face au Brésil 76 à 63. En capitaine, elle analyse ce tournoi 
« [n]otre parcours est tout de même très satisfaisant. On est à notre place, le podium est très fort (...) Le quart de finale contre la Russie était très difficile. Jouer la Russie, une équipe talentueuse, chez elle qui plus est, était une marche un peu trop haute pour nous.    (...) J’étais satisfaite de mon jeu, je jouais libérée et les statistiques ont suivi (...) C’est clair qu’avoir du temps de jeu est un avantage par rapport à certaine qui en ont moins. Chaque week-end je sors avec l’équipe, je joue, je suis concerné par l’équipe et le résultat en étant sur le terrain, alors j’étais bien dans le rythme. C’est un grand plus »

## Clubs
| Saisons | Équipe                            | Pays   |
| 2011-   | Strasbourg Illkirch Graffenstaden | France |

## Palmarès

### Jeune
- 2012 : 5e du Championnat d'Europe de basket-ball féminin des 16 ans et moins 2012
- Médaillée d'argent au Championnat d'Europe de basket-ball féminin des 18 ans et moins 2013[14]
- Médaillée d'argent au Championnat d'Europe de basket-ball féminin des 18 ans et moins 2014

### Distinctions personnelles
- Meilleur cinq du championnat d'Europe U18 de 2014